# George William Ahr
George William Ahr (* 23. Juni 1904 in Newark, New Jersey, USA; † 5. Mai 1993) war ein US-amerikanischer Geistlicher und Bischof von Trenton.

## Leben
George William Ahr empfing am 29. Juli 1928 das Sakrament der Priesterweihe.
Am 28. Januar 1950 ernannte ihn Papst Pius XII. zum Bischof von Trenton. Der Erzbischof von Newark, Thomas Joseph Walsh, spendete ihm am 20. März desselben Jahres die Bischofsweihe; Mitkonsekratoren waren der Bischof von Paterson, Thomas Aloysius Boland, und der Bischof von Camden, Bartholomew Joseph Eustace.
Er nahm an allen vier Sitzungsperioden des Zweiten Vatikanischen Konzils als Konzilsvater teil.
Am 23. Juni 1979 nahm Papst Johannes Paul II. das von George William Ahr aus Altersgründen vorgebrachte Rücktrittsgesuch an.